# Fasolinka beckermigdisovae
Fasolinka beckermigdisovae (лат.) — вид вымерших насекомых семейства Maguviopseidae (Prosboloidea) из подотряда цикадовых отряда полужесткокрылых. Единственный вид в составе рода Fasolinka. Древнейшие находки происходят из триаса Азии (Мадиген, Кыргызстан). Родовое название происходит от русского слова «фасолинка», а видовое дано в честь палеоэнтомолога Елены Эрнестовны Беккер-Мигдисовой (1909—1989).

## Описание
Длина от 8 до 11 мм. Жилка CuA удалена и дивергирует от CuP. Жилка MP простая, длинная, выгнутая назад, дистально субпараллельная постклавальному краю. Межжилковое пространство сужается к вершине, жилка МА с узкой вилкой, RP и МА1 широко разделены. Поверхность покрыта мелкими, хорошо разделёнными ареолами. Тегмен удлиненный, выпуклый, косо закруглен на вершине. Вид был впервые описан по отпечаткам в 2011 году российским палеоэнтомологом Дмитрием Щербаковым (Палеонтологический институт РАН, Москва, Россия). Среди сестринских таксонов: †Asiocula, Cuanoma, Falcarta, Krendelia, Maguviopsis, Nevicia, Nonescyta, Phyllotexta, Sacvoyagea, Sitechka.